# Kaja Juvan
Kaja Juvan (* 25. November 2000 in Ljubljana) ist eine slowenische Tennisspielerin.

## Karriere
Kaja Juvan, die am liebsten auf Sandplätzen spielt, begann im Alter von fünf Jahren mit dem Tennis. Bereits als Juniorin konnte sie große Erfolge bei diversen Wettkämpfen einfahren. So gewann sie im Einzel 2016 den namhaften Orange Bowl sowie im Jahr darauf den Titel bei den Tenniseuropameisterschaften der Junioren. 2018 errang Juvan bei den Olympischen Jugend-Sommerspielen in Buenos Aires nach einem Sieg im Finale über Clara Burel die Goldmedaille im Einzel sowie wenige Tage danach an der Seite von Iga Świątek aus Polen den Titel im Doppel. Auch bei den Grand-Slam-Turnieren der Juniorinnen war sie erfolgreich und gewann gemeinsam mit Olga Danilović die Nachwuchsdoppelkonkurrenz von Wimbledon. Im Finale besiegten sie Catherine McNally/Whitney Osuigwe mit 6:4 und 6:3. Aufgrund ihrer guten Leistungen qualifizierte sie sich zum Saisonabschluss für das ITF Junior Masters in Chengdu, wo sie im Finale Marta Kostjuk unterlag.
Bereits 2015 gab sie ihren Einstand auf der ITF Women’s World Tennis Tour, auf der sie 2016 ihren ersten Profititel gewann. 2018 folgten auf Sandplatz vier weitere Turniersiege der $25.000-Kategorie.  Im gleichen Jahr debütierte sie in der Qualifikation zum Turnier von Budapest auf der WTA Tour, schied jedoch schon zum Auftakt aus. Von den Organisatoren hatte sie zuvor eine Wildcard erhalten. Zum Auftakt der Saison 2019 stand sie bei den Australian Open erstmals im Qualifikationsfeld zu einem Grand-Slam-Turnier; dort folgte das Ausscheiden in der zweiten Runde.  Als Lucky Loser stand sie bei den French Open 2019 erstmals in der Hauptrunde eines Grand-Slam-Turniers und profitierte dabei von der verletzungsbedingten Absage Petra Kvitovás. Ihr Erstrundenmatch verlor sie jedoch gegen Sorana Cîrstea mit 7:5, 4:6 und 5:7. Anschließend rückte sie bei einem Turnier der WTA Challenger Series in Bol bis ins Halbfinale vor, wo sie sich ihrer Landsfrau und späteren Siegerin Tamara Zidanšek in drei Sätzen geschlagen geben musste. In Wimbledon qualifizierte sie sich im Anschluss erstmals regulär für ein Grand-Slam-Hauptfeld und zog nach einem Auftakterfolg über Kristýna Plíšková auf Anhieb in die zweite Runde ein, in der sie in drei Sätzen an Serena Williams scheiterte.
Nach der coronabedingten Unterbrechung der Saison 2020 überstand Juvan bei den US Open sowie den French Open jeweils die erste Runde und rückte damit in der Weltrangliste erstmals unter die besten 100 vor. 2021 gelang Juvan dann auch bei den Australian Open sowie den French Open der Einzug in die dritte Runde. Außerdem kam sie bei ihrem Heimturnier in Portorož erstmals ins Einzelhalbfinale eines WTA-Turniers und errang in Cluj-Napoca an der Seite von Natela Dsalamidse nach einem Endspielerfolg über Katarzyna Piter und Mayar Sherif ihren ersten WTA-Titel im Doppel. Zum Beginn der Saison 2022 erreichte sie in Adelaide das Viertelfinale, nachdem sie in der zweiten Runde mit Aryna Sabalenka erstmals eine Spielerin aus den Top 10 der Weltrangliste schlagen konnte. Im Anschluss erzielte sie mit Platz 86 ihr bis dahin bestes Karriereranking. 
2017 kam Juvan im Fed-Cup bei der 1:2-Niederlage gegen Norwegen zu ihren ersten Einsatz für die Slowenische Fed-Cup-Mannschaft. Seitdem hat sie für ihr Land 15 Partien im Einzel und Doppel bestritten, von denen sie 7 gewinnen konnte (Einzelbilanz 4:5).

## Turniersiege

### Einzel
| Nr. | Datum             | Turnier       | Kategorie     | Belag | Finalgegnerin     | Ergebnis         |
| --- | ----------------- | ------------- | ------------- | ----- | ----------------- | ---------------- |
| 1.  | 16. Oktober 2016  | Bol           | ITF $10.000   | Sand  | Tena Lukas        | 6:3, 6:1         |
| 2.  | 18. Juni 2017     | Maribor       | ITF $15.000   | Sand  | Nina Potočnik     | 6:4, 6:2         |
| 3.  | 5. Mai 2018       | Balatonboglár | ITF $25.000   | Sand  | Raluca Șerban     | 6:4, 6:1         |
| 4.  | 23. Juni 2018     | Ystad         | ITF $25.000   | Sand  | Andreea Roșca     | 2:6, 7:5, 6:1    |
| 5.  | 2. September 2018 | Bagnatica     | ITF $25.000+H | Sand  | Jasmine Paolini   | 6:78, 6:1, 7:5   |
| 6.  | 28. Oktober 2018  | Pula          | ITF $25.000   | Sand  | Polina Leikina    | 3:6, 6:1, 6:2    |
| 7.  | 7. April 2019     | Pula          | ITF W25       | Sand  | Alexandra Cadanțu | 6:1, 3:0 Aufgabe |
| 8.  | 1. Juni 2025      | Brescia       | ITF W75       | Sand  | Julia Grabher     | 7:61, 7:5        |

### Doppel
| Nr. | Datum            | Turnier     | Kategorie   | Belag | Partnerin         | Finalgegnerinnen             | Ergebnis         |
| --- | ---------------- | ----------- | ----------- | ----- | ----------------- | ---------------------------- | ---------------- |
| 1.  | 22. Oktober 2016 | Bol         | ITF $10.000 | Sand  | Lea Bošković      | Mariana Dražić Ani Mijačika  | 4:6, 7:5, [10:4] |
| 2.  | 7. August 2021   | Cluj-Napoca | WTA 250     | Sand  | Natela Dsalamidse | Katarzyna Piter Mayar Sherif | 6:3, 6:4         |

## Abschneiden bei Grand-Slam-Turnieren

### Dameneinzel
| Turnier         | 2019 | 2020 | 2021 | 2022 | 2023 | 2024 | 2025 | Karriere |
| --------------- | ---- | ---- | ---- | ---- | ---- | ---- | ---- | -------- |
| Australian Open | Q2   | 1    | 3    | 1    | 2    | 2    | —    | 3        |
| French Open     | 1    | 2    | 1    | 2    | Q2   | —    | Q3   | 2        |
| Wimbledon       | 2    |      | 3    | 3    | 2    | —    | 1    | 3        |
| US Open         | —    | 2    | 2    | 1    | 3    | —    |      | 3        |

Zeichenerklärung: S = Turniersieg; F, HF, VF, AF = Einzug ins Finale / Halbfinale / Viertelfinale / Achtelfinale; 1, 2, 3 = Ausscheiden in der 1. / 2. / 3. Hauptrunde; Q1, Q2, Q3 = Ausscheiden in der 1. / 2. / 3. Qualifikationsrunde; nicht ausgetragen

### Damendoppel
| Turnier         | 2021 | 2022 | Karriere |
| --------------- | ---- | ---- | -------- |
| Australian Open | —    | 2    | 2        |
| French Open     | —    | 2    | 2        |
| Wimbledon       | 1    | 1    | 1        |
| US Open         | —    | —    | —        |

### Juniorinneneinzel
| Turnier         | 2016 | 2017 | Karriere |
| --------------- | ---- | ---- | -------- |
| Australian Open | 1    | —    | 1        |
| French Open     | —    | 1    | 1        |
| Wimbledon       | 1    | 1    | 1        |
| US Open         | 1    | —    | 1        |

Zeichenerklärung: S = Turniersieg; F, HF, VF, AF = Einzug ins Finale / Halbfinale / Viertelfinale / Achtelfinale; 1, 2, 3 = Ausscheiden in der 1. / 2. / 3. Hauptrunde; nicht ausgetragen

### Juniorinnendoppel
| Turnier         | 2016 | 2017 | Karriere |
| --------------- | ---- | ---- | -------- |
| Australian Open | 1    | —    | 1        |
| French Open     | —    | AF   | AF       |
| Wimbledon       | HF   | S    | S        |
| US Open         | HF   | —    | HF       |